# Южен окръг
Южна област (на английски: Southern District) на Ботсвана е с площ 28 570 квадратни километра и население 238 000 души (по изчисления за август 2018 г.). На юг граничи с РЮА. Столицата на областта е град Кание, разположен на 70 километра от столицата на Ботсвана Габороне. Разделена е на 4 подобласти.